# Nationalstiftung für die Hinterbliebenen der im Kriege Gefallenen
Die Nationalstiftung für die Hinterbliebenen der im Kriege Gefallenen war eine deutsche Stiftung zur Versorgung der Kriegerwitwen und Kriegswaisen des Ersten Weltkrieges.

## Geschichte
Die Nationalstiftung wurde bereits im September 1914, einen Monat nach Kriegsbeginn, gegründet. Ähnlich wie die Einrichtungen der Hindenburg-Spende und der Ludendorff-Spende, die sich um Kriegsbeschädigte kümmerten, ergänzte sie die staatlichen Fürsorgeleistungen, in diesem Fall für Witwen und Waisen. In kurzer Zeit wurden ein Zentralausschuss sowie regionale Ausschüsse wie die Provinzialausschüsse (in Preußen) und die Landesausschüsse (in den übrigen Bundesstaaten des Deutschen Reiches) gegründet und vor allem Hunderte von Kreis- und Ortsausschüsse. Die Ortsausschüsse sammelten Spenden unter anderem bei Kriegsnagelungen von Eisernen Kreuzen. Zum 1. Januar 1918, also noch vor dem letzten Kriegsjahr, wurde die Zahl der zu versorgenden Kriegerwitwen im Deutschen Reich auf etwa 500.000 geschätzt.
Heute führt das Bundesministerium für Arbeit und Soziales die Rechtsaufsicht über die Nationalstiftung für die Hinterbliebenen der im Kriege Gefallenen.

## Archivalien
- Michaela Schmitz: Archivalien der Hauptfürsorgestelle für Kriegsbeschädigte und Kriegshinterbliebene der Rheinprovinz, 1914–1963 im Archiv des Landschaftsverbandes Rheinland, Pulheim 2011 (online).
- Nationalstiftung für die Hinterbliebenen der im Kriege Gefallenen, Landesausschuss Schwarzburg-Rudolstadt
- Hessisches Staatsarchiv Marburg, Bestand 180 Eschwege Nr. 2224
- Staatsarchiv Ludwigsburg, E 191 Bü 2428